# Baie de Diego-Suarez
Pour les articles homonymes, voir Diego-Suarez.
La baie de Diego-Suarez est une baie de l'extrême Nord de Madagascar abritant la ville de Diego-Suarez, ou Antsiranana en malgache. Elle tient son nom de deux navigateurs portugais, Diogo Dias et l'amiral Suarez. Il s'agit en fait d'un ensemble de baies créées lors de l'envahissement de la côte par l'océan Indien.

## Géographie
Située au nord de Madagascar, la baie de Diego-Suarez mesure une vingtaine de kilomètres dans le sens nord-sud, ainsi que dans le sens est-ouest. Elle est composée de quatre anses de plus petite taille : 
- la baie du Tonnerre ;
- la baie Andovobatofotsi (ou « baie des Cailloux Blancs ») ;
- le cul-de-sac Gallois ;
- la baie Andovobazaha (ou « baie des Français »), à l'ouest de laquelle se situe la ville promontoire de Diego-Suarez, désormais nommée Antsiranana.

Un îlot rocheux d'origine volcanique, nommé le Pain de Sucre, domine la baie Andovobazaha, celle située la plus au sud. Considéré comme un lieu sacré, des cérémonies traditionnelles nommées fijoroana y sont toujours pratiquées régulièrement.
L'entrée de la baie est étroite, seulement un kilomètre de largeur entre Nosy Volana, au nord, et Cap Andranomody, au sud. Ces passes ont une profondeur d'une cinquantaine de mètres.

## Tourisme
La baie de Diego Suarez est une destination touristique populaire, offrant des activités telles que la plongée en apnée, la plongée sous-marine, la voile et l'observation de la faune marine. La ville d'Antsiranana, située à proximité, sert de point de départ pour explorer la baie et ses environs.

## Géologie
Une base marneuse porte des coulées de roches volcaniques issues de la Montagne d'Ambre, située plus au sud. La ville d'Antsiranana et l'aéroport d'Andrakaka sur la presqu'île du Cap Diego, notamment, sont situés sur de telles coulées. Plus à l'ouest, une base gréseuse est surmontée par des calcaires ; plus au nord, une base de roches volcaniques très altérées est surmontée par des calcaire aquitano-burdigaliens. Ceci explique le caractère très souvent tabulaire des reliefs de la région.
Il semble que les différentes anses de la Baie de Diego-Suarez aient été d'anciennes vallées fluviales, envahies par la mer lorsque la zone s'est enfoncée progressivement : il s'agirait donc d'un ensemble de rias.

## Historique
7e siècle: premiers vestiges de présence humaine dans la Montagne des Français.
15e siècle : découverte de la baie par des explorateurs portugais.
17e siècle : A la fin du XVIIe siècle, la baie de Diégo-Suarez avait une colonie de pirates français nommé «Libertalia».
17 décembre 1885 : signature d’un traité accordant à la France le droit d’occuper le territoire de Diego-Suarez et d’y faire « des installations de son choix ». Les troupes françaises s’installaient à Cap Diego, puis, pour des raisons de commodité et d’ouverture sur l’arrière-pays à Antsiranana.
1886 : La ville de Diego-Suarez fut créée 
28 août 1895 : les Français prenaient le fort d’Ambohimarina (dans la Montagne des Français) occupé par les troupes de la reine Ranavalona III
28 janvier 1896 : décret rattachant la colonie au gouvernement général de Madagascar.
En 1900, Diego-Suarez est déclaré « point d’appui de la flotte ». Sous la direction du général Joffre, la ville va rapidement se développer (construction du bassin de radoub, de l’hôpital, du quartier militaire, de l’arsenal)
5 mai au 7 mai 1942 : les Britanniques s’emparent de Diego-Suarez aux mains des troupes vichystes craignant que ces dernières n’appuient les forces japonaises, alliées de l’Allemagne, depuis la Birmanie.
1946 : les troupes britanniques rétrocèdent la ville à la France.
26 juin 1960 : l’île devient indépendante, ce jour deviendra la fête nationale.
3 juin 1974 : départ de la Légion étrangère, puis de la Marine nationale le 26 juin 1975.

### Résumé de l'histoire
À partir de 1898, la France, qui a colonisé l'île, décide d'implanter dans la baie le « point d'appui de la flotte de Diego-Suarez », en installant des batteries d'artillerie côtière dans la baie,.
La baie a une histoire riche, ayant été un port stratégique pour les navigateurs depuis des siècles en raison de sa position géographique. Elle a également été le théâtre de batailles navales importantes pendant la Seconde Guerre mondiale.

## Économie
Sur le plan économique, la baie de Diego Suarez joue un rôle important dans le développement régional de Madagascar. Voici quelques détails supplémentaires :
Port maritime : La baie abrite le port de commerce d'Antsiranana, qui est l'un des principaux ports de Madagascar. Il joue un rôle crucial dans le commerce international de l'île, facilitant l'importation et l'exportation de marchandises.
Activités commerciales : En raison de sa position stratégique sur la route maritime entre l'océan Indien et l'océan Atlantique, le port d'Antsiranana attire des activités commerciales telles que le transbordement de conteneurs, le commerce de marchandises en vrac et le ravitaillement de navires.
Tourisme : Le secteur touristique est également un contributeur économique important dans la région de la baie de Diego Suarez. Les activités touristiques telles que la plongée, la voile, l'observation de la faune et la visite des sites historiques attirent des visiteurs nationaux et internationaux, créant ainsi des opportunités d'emploi et de développement économique pour les habitants locaux.
Pêche : La pêche commerciale et artisanale est une autre activité économique importante dans la baie. Les pêcheurs locaux exploitent les riches ressources marines de la région, contribuant ainsi à la sécurité alimentaire et à l'économie locale.
Industries connexes : Le développement économique de la baie de Diego Suarez a également stimulé la croissance des industries connexes telles que la logistique, le transport, l'hôtellerie et la restauration, créant ainsi des emplois et des opportunités commerciales pour les habitants de la région.
En somme, la baie de Diego Suarez joue un rôle crucial dans l'économie régionale de Madagascar en tant que centre commercial, touristique et maritime important.